# Новобатурино
Новобату́рино — посёлок в Еткульском районе Челябинской области. Административный центр и единственный населённый пункт Новобатуринского сельского поселения.

## География
Посёлок расположен в 6 км к югу от города Коркина. Расстояние до районного центра села Еткуль 26 км.

## Население
| 2002 | 2010 | 2011 | 2012 | 2013 | 2014 | 2015 |
| ---- | ---- | ---- | ---- | ---- | ---- | ---- |
| 766  | ↘743 | ↗744 | ↘722 | ↘706 | ↘691 | ↗707 |
| 2016 | 2017 | 2018 | 2019 | 2020 | 2021 |      |
| ↗708 | ↗712 | ↘707 | ↘704 | ↘697 | ↗744 |      |

По данным Всероссийской переписи, в 2010 году численность населения посёлка составляла 743 человек (336 мужчин и 407 женщин).

## Улицы
Уличная сеть посёлка состоит из 7 улиц и 1 переулка.